# Naoko Takeuchi
Naoko Takeuchi (武内直子 Takeuchi Naoko?) (Kōfu, prefectura de Yamanashi, 15 de marzo de 1967) es una mangaka japonesa, reconocida por crear la serie Sailor Moon, la cual tuvo mucho éxito en los años 90.

## Biografía
Su padre se llama Kenji y su madre Ikuko, además tiene un hermano menor llamado Shingo.
Licenciada en química farmacéutica en la Universidad de Keiō, Naoko inició su carrera de dibujante e historietista sin ninguna formación artística, y ella en más de una ocasión ha manifestado que en sus obras ha influenciado mucho el estilo de Leiji Matsumoto creador de obras como "Capitán Harlock" y "Galaxy Express 999".
Está casada desde 1999 con Yoshihiro Togashi, creador de Hunter x Hunter y Yu Yu Hakusho, con quien tiene 2 hijos.

## Estilo
El tipo de Shoujo que dibuja Naoko suele considerarse etéreo, onírico. Para conseguir este efecto la autora usa y abusa del entintado suave, de trazos muy finos, prescindiendo a veces incluso de la línea y delimitando el dibujo con el contorno de la trama. Un ejemplo de lo estipulado son las transformaciones de las Sailors, siendo una experta en ello.

## Obras
Takeuchi adora dibujar desde que era muy joven, durante la secundaria ingresó en el club de dibujo y astronomía. A los 18 años de edad debutó en el manga con «Yume ja Nai no ne» por el que recibió el 2.º premio Nakayoshi Comic para Newcomers. En 1986, mientras estudiaba farmacia en la universidad, debutó como creadora de historietas con «Love Call» y por el trabajo recibió el premio Nakayoshi New Mangaka Award y sería publicado en Nakayoshi Deluxe.

«En el comienzo del manga, la protagonista era Sailor V (...). El manga fue cambiado haciendo a Sailor Moon protagonista. Este es un acuerdo al que llegué con los productores de Toei Animation. Les gustó el estilo, pero querían que se unieran además un grupo de chicas».
Naoko Takeuchi.

Después de completar «The Cherry Project», Takeuchi buscó escribir un manga sobre chicas con poderes mágicos para la revista de Kodansha llamada Run-Run. Su editor, Osa-P le sugirió que las vistiese con los típicos trajes de marinero escolares en Japón. «Codename wa Sailor V» sería el resultado en agosto de 1991, y debido a su enorme popularidad, Toei Animation quiso realizar un anime con la historia, le propusieron crear el manga a medida que la historia era vista simultáneamente en el anime. Takeuchi decidió crear un nuevo manga para el anime siendo su resultado Bishoujo Senshi Sailor Moon, siendo publicado por primera vez en Nakayoshi en 1992.

### Mangas
- Chocolate Christmas[1] (チョコレートクリスマス Chokorēto Kurisumasu, 1987-1988)
- Maria[1] (まりあ Ma-ri-a, 1989-1990)
- The Cherry Project[1] (Elプロジェクトチェリー El Purojekuto Cheri, 1990-1991
- Codename wa Sailor V[1] (コードネームはセーラーV Kōdonēmu wa Sera Bui, 1991-1997)
- Bishoujo Senshi Sailor Moon[1] (美少女戦士セーラームーン Bishōjo Senshi Sērāmūn, 1992-1997)
- Wink (Miss) Rain[1] (ミスレイン Misu Rein, 1993)
- Prism Time[1] (プリズムタイム Purizumu Taimu, 1986-1997)
- PQ Angels[1] (PQエンジェルス PQ Enjerusu, 1997)
- Princess Naoko's Punch Return to Society (1998/????)
- Toki Meka ☆ (とき☆メカ! Toki☆Meka!, 2001)
- Love Witch[1] (ラブウィッチ Rabu Witchi, 2002)
- Toki☆Meca![1] (とき☆めか! Toki ☆ Meca!, 2005-2006)

### Ilustraciones
- Mermaid Panic Volúmenes 1 - 3, escrito por Marie Koizumi
- Atashi no Wagamama Escrito por Marie Koizumi
- Zettai, Kore o Ubbatte Miseru Escrito por Marie Koizumi

### Libros
- Oboo-nu to Chiboo-nu- (Ilustrado por Yoshihiro Togashi)

### Letra de canciones
Naoko ha hecho varias canciones que forman parte de diversas Banda sonora de Sailor Moon
- Ai wo shinjiteru - Canción de la imagen de Sailor Moon
- Chikara wo Awasete - Canción de la imagen de Taiki / Sailor Star Maker
- Ginga Ichi Mibun Chigai na Kataomoi - Canción de la imagen de Seiya / Sailor Star Fighter
- Nagareboshi He (Search For Your Love)- Tema musical Sailor Moon Stars
- Honoo no Sogekimono - Canción de la imagen de Sailor Mars
- Initual U - Canción de la imagen de Sailor Uranus
- Katagoshi ni Kinsei - Canción de imagen para PGSM Sailor Venus
- Kirari * SailorDream! - Tema musical de Pretty Guardian Sailor Moon
- Luna! - Canción de la imagen de Luna
- Mayonaka Hitori - Canción de la imagen para Yaten / Sailor Star Healer
- Over Rainbow Tour - Canción imagen de Sailor Moon PGSM
- Princess Moon - Segundo Ending Theme
- "Rashiku" Ikimasho - Ending Theme From Supers
- Route Venus - Canción de la imagen de Sailor Venus (Sailor Moon R)
- Sailor Star Song - Tema musical de entrada de Sailor Stars
- Sailor Team no Theme (Sailor Team)
- Senshi no Omoi (Sentimientos de un soldado) - Canción de la imagen de Sailor Neptune
- We Believe you - Canción de la imagen de Sailor Jupiter
- MOON PRIDE - Primera canción de apertura de la serie Sailor Moon Crystal.
- Tsukiiro Chainon- Canción de apertura para la película Sailor Moon Eternal.